# Суперкубок Англії з футболу 1913
Суперкубок Англії з футболу 1913 — 6-й розіграш турніру, який відбувся 6 жовтня 1913 року. У матчі взяли участь гравці, які виступали за професійні футбольні клуби, та гравці, які виступали за аматорські футбольні клуби.

## Матч

### Деталі
| 6 жовтня 1913 |

| Професіонали          | 7–2      | Аматори         |
| --------------------- | -------- | --------------- |
| Гемптон Голлі Флемінг | Протокол | Барлоу Фарнфілд |

| Олд Ден, Лондон Глядачів: 20 000 |

| В  |  | Сем Гарді        | Астон Вілла       |
| З  |  | Боб Кромптон (к) | Блекберн Роверз   |
| З  |  | Френк Воумек     | Бірмінгем Сіті    |
| ПЗ |  | Френсіс Каггі    | Сандерленд        |
| ПЗ |  | Джо Макколл      | Престон Норт-Енд  |
| ПЗ |  | Білл Вотсон      | Бернлі            |
| Н  |  | Фенні Волден     | Тоттенгем Готспур |
| Н  |  | Гарольд Флемінг  | Свіндон Таун      |
| Н  |  | Гаррі Гемптон    | Астон Вілла       |
| Н  |  | Джордж Голлі     | Сандерленд        |
| Н  |  | Джозеф Ходкінсон | Блекберн Роверз   |

| В  |  | Роналд Бребнер   | Лестер Фосс        |
| З  |  | Томас Берн       | Лондон Каледоніенс |
| З  |  | Артур Найт       | Портсмут           |
| ПЗ |  | Г.Х.Хау          | Лондон Каледоніенс |
| ПЗ |  | Ернест Пікок     | Бромлі             |
| ПЗ |  | Джо Дайнс        | Ілфорд             |
| Н  |  | Айвен Шарп       | Лідс Сіті          |
| Н  |  | Дік Гілі         | Дарлінгтон         |
| Н  |  | Вів'єн Вудворд   | Челсі              |
| Н  |  | Герберт Фарнфілд | Нью Крузейдерс     |
| Н  |  | Джордж Барлоу    | Престон Норт-Енд   |